# Steven Bergwijn
Steven Charles Bergwijn (Amszterdam, 1997. október 8. –) holland válogatott labdarúgó, az el-Áttihád és a holland válogatott középpályása.

## Klubcsapatokban

### PSV
Bergwijn Amszterdamban született surinamei szülők gyermekeként. Pályafutását az Ajax ifjúsági akadémiáján kezdte, de miután összeveszett az egyik edzővel, távozott 2011-ben. Ezután a PSV-hez igazolt és 2014. augusztus 9-én debütált, a Jong PSV színeiben az Achilles '29 ellen. Ezt a meccset 2-0-ra nyerte a PSV, Bergwijn a 77-ik percben állt be.
Ő lőtte a PSV harmadik gólját akkor, amikor 3–0-ra legyőzték az Ajaxot, ezzel megnyerve a 2017–18-as Eredivisiét.

### Tottenham Hotspur
A 2020. januári átigazolási időszak végén Bergwijn öt évre szóló szerződést írt alá a Tottenham Hotspurral. A Spurs 26,7 millió fontot fizetett érte a PSV-nek. Már az első meccsén gólt szerzett a Premier Leagueben, a Manchester City ellen, ezt a meccset a hazai csapat nyerte 2–0-ra. Ő lett a mérkőzés legjobb játékosa. 2020 márciusában a Burnley elleni meccsen kificamodott a bokája és ki kellett volna, hogy hagyja a szezon hátralévő részét,, azonban a Koronavírus által okozott kényszerszünetben volt ideje felépülni és visszatérhetett a kezdő tizenegybe, ahol az első meccsen gólt is szerzett a Manchester United ellen

### Ajax
2022. július 8-án ötéves szerződést írt alá az Ajaxhoz. Az amszterdami csapat 31,2 millió eurót fizetett érte a Tottenhamnek. Ez volt az Eredivisie történetének legdrágább átigazolása, megdöntöntve az Ajax egy korábbi, 2021-es rekordját (Sébastien Haller; 22,5 millió euró). 2022. augusztus 14-én mesterhármast ért el a Groningen elleni 6–1-es győzelem során. Dušan Tadić távozását követően ő lett az Ajax csapatkapitánya.

### El-Áttihád
2024. szeptember 2-án három évre szóló szerződést írt alá a szaúdi El-Áttihádhoz. 

## A válogatottban
Bergwijnt először 2018 októberében hívták fel a nemzeti csapatba. 2018. október 13-án debütált a 2018–19-es UEFA Nemzetek Ligája A-ban, Hollandia 3–0-s győzelmén Németország felett

## Statisztika

### Klub
| Klub              | Szezon   | Liga           | Liga  | Liga | Nemzetközi kupák | Nemzetközi kupák | Ligakupa | Ligakupa | Európa | Európa | Egyéb | Egyéb | Összesen | Összesen |
| Klub              | Szezon   | Liga           | Mérk. | Gól  | Mérk.            | Gól              | Mérk.    | Gól      | Mérk.  | Gól    | Mérk. | Gól   | Mérk.    | Gól      |
| ----------------- | -------- | -------------- | ----- | ---- | ---------------- | ---------------- | -------- | -------- | ------ | ------ | ----- | ----- | -------- | -------- |
| Jong PSV          | 2014–15  | Eerste Divisie | 7     | 3    | —                | —                | —        | —        | —      | —      | —     | —     | 7        | 3        |
| Jong PSV          | 2015–16  | Eerste Divisie | 20    | 9    | —                | —                | —        | —        | —      | —      | —     | —     | 20       | 9        |
| Jong PSV          | 2016–17  | Eerste Divisie | 4     | 2    | —                | —                | —        | —        | —      | —      | —     | —     | 4        | 2        |
| Jong PSV          | Összesen | Összesen       | 31    | 14   | —                | —                | —        | —        | —      | —      | —     | —     | 31       | 14       |
| PSV Eindhoven     | 2014–15  | Eredivisie     | 1     | 0    | 1                | 0                | —        | —        | 0      | 0      | —     | —     | 2        | 0        |
| PSV Eindhoven     | 2015–16  | Eredivisie     | 5     | 0    | 2                | 0                | —        | —        | 1      | 0      | 0     | 0     | 8        | 0        |
| PSV Eindhoven     | 2016–17  | Eredivisie     | 25    | 2    | 2                | 0                | —        | —        | 6      | 0      | 0     | 0     | 33       | 2        |
| PSV Eindhoven     | 2017–18  | Eredivisie     | 32    | 8    | 2                | 0                | —        | —        | 2      | 0      | —     | —     | 36       | 8        |
| PSV Eindhoven     | 2018–19  | Eredivisie     | 33    | 14   | 0                | 0                | —        | —        | 7      | 1      | 1     | 0     | 41       | 15       |
| PSV Eindhoven     | 2019–20  | Eredivisie     | 16    | 5    | 2                | 0                | —        | —        | 10     | 1      | 1     | 0     | 29       | 6        |
| PSV Eindhoven     | Összesen | Összesen       | 112   | 29   | 9                | 0                | —        | —        | 26     | 2      | 2     | 0     | 149      | 31       |
| Tottenham Hotspur | 2019–20  | Premier League | 14    | 3    | 1                | 0                | 0        | 0        | 1      | 0      | —     | —     | 16       | 3        |
| Tottenham Hotspur | 2020–21  | Premier League | 21    | 1    | 1                | 0                | 2        | 0        | 11     | 0      | —     | —     | 35       | 1        |
| Tottenham Hotspur | 2021–22  | Premier League | 5     | 0    | 0                | 0                | 1        | 0        | 3      | 0      | —     | —     | 9        | 0        |
| Tottenham Hotspur | Összesen | Összesen       | 40    | 4    | 2                | 0                | 3        | 0        | 15     | 0      | —     | —     | 60       | 4        |
| Összesen          | Összesen | Összesen       | 182   | 46   | 10               | 0                | 3        | 0        | 41     | 2      | 2     | 0     | 239      | 48       |

### Válogatott
2021 november 16-ikai adatok szerint:
| Nemzeti csapat | Év       | Mérkőzések | Gólok |
| -------------- | -------- | ---------- | ----- |
| Hollandia      | 2018     | 3          | 0     |
| Hollandia      | 2019     | 6          | 0     |
| Hollandia      | 2020     | 2          | 1     |
| Hollandia      | 2021     | 5          | 1     |
| Összesen       | Összesen | 16         | 2     |

A 2021. november 16-i mérkőzés adatok szerint. Az állás sorban a mérkőzés eredménye Bergwijn beállása előtt, az eredmény oszlop pedig minden Bergwijn-gól utáni eredményt jelzi. 
| # | Dátum              | Helyszín                                  | Ellenfél      | Állás | Eredmény | Verseny                                      | Forrás |
| - | ------------------ | ----------------------------------------- | ------------- | ----- | -------- | -------------------------------------------- | ------ |
| 1 | 2020. szeptember 4 | Johan Cruyff Arena, Amszterdam, Hollandia | Lengyelország | 1–0   | 1–0      | 2020–21 UEFA Nemzetek Ligája A               | [ 20 ] |
| 2 | 2021. november 16  | De Kuip, Rotterdam, Hollandia             | Norvégia      | 1–0   | 2–0      | 2022-es labdarúgó-világbajnokság selejtezője | [ 21 ] |

## Sikerei, díjai
PSV
- Eredivisie : 2014–15, 2015–16, 2017–18 [5]
- Johan Cruyff Shield : 2015, 2016 [5]

Tottenham Hotspur
- EFL-kupa második helyezett: 2020–2021 [22]

Egyéni
- U17-es labdarúgó-Európa-bajnokság aranyjátékosa : 2014 [23]
- U17-es labdarúgó-Európa-bajnokság álomcsapata: 2014 [23]
- Eredivisie hónap játékosa: 2018. február

- Eredivisie A hónap tehetsége: 2018. augusztus, 2018. december

- Steven Bergwijn </img>
- Steven Bergwijn a Voetbal Internationalnél (in Dutch) – Archiválva 2016. március 1-ji dátummal a Wayback Machine-ben.
- Steven Bergwijn, OnsOranje (in Dutch) – Archiválva 2014. szeptember 24-i dátummal a Wayback Machine-ben.